# Grunta
Grunta település Csehországban, a Kolíni járásban. Grunta Libenice, Kutná Hora és Miskovice településekkel határos. Lakosainak száma 88 fő (2024. január 1.).

## Népesség
A település lakosságának változását az alábbi diagram mutatja:
| Lakosok száma | 145  | 152  | 128  | 135  | 111  | 86   | 87   | 83   | 86   | 88   |
|               | 1869 | 1890 | 1921 | 1950 | 1980 | 2001 | 2017 | 2019 | 2022 | 2024 |